# احمد ملازاده
احمد ملازاده (زادهٔ ۱۳۲۵) نمایندهٔ دورهٔ اول از حوزهٔ انتخابیه گناباد و بجستان در استان خراسان رضوی بوده‌است.

## آرای مأخوذه
احمد ملازاده در سال ۱۳۵۸ با کسب۱۶۵۲۲رای از مجموع ۲۳۸۸۰ رای معادل ۶۹/۲٪ آرا به مجلس اول راه پیدا کرد.